# Tour de Ruanda 2021
La 24.ª edición de la competición ciclista Tour de Ruanda fue una carrera de ciclismo en ruta por etapas que se celebró entre el 2 y el 9 de mayo en Ruanda con inicio y final en la ciudad de Kigali sobre un recorrido de 913,3 kilómetros.
La carrera formó parte del UCI Africa Tour 2021, calendario ciclístico de los Circuitos Continentales UCI dentro de la categoría 2.1 y fue ganada por el español Cristián Rodríguez del Total Direct Énergie. Completaron el podio, como segundo y tercer clasificado respectivamente, el canadiense James Piccoli del Israel Start-Up Nation y el estadounidense Alex Hoehn del Wildlife Generation.

## Equipos participantes
Tomaron parte en la carrera 15 equipos: 1 de categoría UCI WorldTeam invitado por la organización, 3 de categoría UCI ProTeam, 8 de categoría Continental y 3 selecciones nacionales. Formaron así un pelotón de 75 ciclistas de los que acabaron 61. Los equipos participantes fueron:
| WorldTeam- Israel Start-Up Nation ProTeams (3)- Androni Giocattoli-Sidermec - B&B Hotels p/b KTM - Total Direct Énergie Equipos continentales (8)- Medellín - Bénédiction-Ignite - SKOL Adrien Niyonshuti Academy - ProTouch - Bike Aid - Tarteletto-Isorex - Wildlife Generation Pro Cycling - Terengganu Cycling Team Equipos nacionales (3)- Ruanda - Argelia - Eritrea |
| |

## Recorrido
El Tour de Ruanda dispuso de ocho etapas para un recorrido total de 913,3 kilómetros.
| Etapa     | Fecha    | Recorrido          | type                    | Distancia (km) | Ganador            | Líder              |
| --------- | -------- | ------------------ | ----------------------- | -------------- | ------------------ | ------------------ |
| 1.ª etapa | 2 de may | Kigali – Rwamagana | etapa escarpada         | 115,6          | Brayan Sánchez     | Brayan Sánchez     |
| 2.ª etapa | 3 de may | Kigali – Butare    | etapa escarpada         | 120,5          | Alan Boileau       | Santiago Umba      |
| 3.ª etapa | 4 de may | Nyanza – Byumba    | etapa de montaña        | 171,6          | Alan Boileau       | Brayan Sánchez     |
| 4.ª etapa | 5 de may | Kigali – Ruhengeri | etapa de media montaña  | 123,9          | Valentin Ferron    | Brayan Sánchez     |
| 5.ª etapa | 6 de may | Nyagatare – Kigali | etapa escarpada         | 149,3          | Alan Boileau       | Metkel Eyob        |
| 6.ª etapa | 7 de may | Kigali – Kigali    | etapa de montaña        | 152,6          | Pierre Rolland     | Cristián Rodríguez |
| 7.ª etapa | 8 de may | Kigali – Kigali    | contrarreloj individual | 4,5            | Jhonatan Restrepo  | Cristián Rodríguez |
| 8.ª etapa | 9 de may | Kigali – Kigali    | etapa de montaña        | 75,3           | Cristián Rodríguez | Cristián Rodríguez |

## Desarrollo de la carrera

### 1.ª etapa
| \| Clasificación de la etapa \| Clasificación de la etapa \| Clasificación de la etapa \| Clasificación de la etapa \| Clasificación de la etapa \| \| Ciclista \| Ciclista \| Equipo \| Tiempo \| \| \| ------------------------- \| ------------------------- \| ------------------------------- \| ------------------------- \| ------------------------- \| \| 1.º \| Brayan Sánchez \| Medellín-EPM \| 2 h 33 min 43 s \| \| \| 2.º \| Alex Hoehn \| Wildlife Generation Pro Cycling \| + 0 s \| \| \| 3.º \| Weimar Roldán \| Medellín-EPM \| + 0 s \| \| \| 4.º \| Quentin Pacher \| B&B Hotels p/b KTM \| + 0 s \| \| \| 5.º \| Jhonatan Restrepo \| Androni Giocattoli-Sidermec \| + 0 s \| \| \| 6.º \| Daniel Muñoz \| Androni Giocattoli-Sidermec \| + 0 s \| \| \| 7.º \| Gustav Basson \| ProTouch \| + 0 s \| \| \| 8.º \| Santiago Umba \| Androni Giocattoli-Sidermec \| + 0 s \| \| \| 9.º \| Alfdan De Decker \| Tarteletto-Isorex \| + 0 s \| \| \| 10.º \| Alexis Vuillermoz \| Total Direct Énergie \| + 0 s \| \| |                   |                                 |                 |
| |                   |                                 |                 |
| Fuente: ProCyclingStats |                   |                                 |                 |
| Clasificación de la etapa |                   |                                 |                 |
| Ciclista | Ciclista          | Equipo                          | Tiempo          |
| 1.º | Brayan Sánchez    | Medellín-EPM                    | 2 h 33 min 43 s |
| 2.º | Alex Hoehn        | Wildlife Generation Pro Cycling | + 0 s           |
| 3.º | Weimar Roldán     | Medellín-EPM                    | + 0 s           |
| 4.º | Quentin Pacher    | B&B Hotels p/b KTM              | + 0 s           |
| 5.º | Jhonatan Restrepo | Androni Giocattoli-Sidermec     | + 0 s           |
| 6.º | Daniel Muñoz      | Androni Giocattoli-Sidermec     | + 0 s           |
| 7.º | Gustav Basson     | ProTouch                        | + 0 s           |
| 8.º | Santiago Umba     | Androni Giocattoli-Sidermec     | + 0 s           |
| 9.º | Alfdan De Decker  | Tarteletto-Isorex               | + 0 s           |
| 10.º | Alexis Vuillermoz | Total Direct Énergie            | + 0 s           |

| \| Clasificación general \| Clasificación general \| Clasificación general \| Clasificación general \| Clasificación general \| \| Ciclista \| Ciclista \| Equipo \| Tiempo \| \| \| --------------------- \| --------------------- \| ------------------------------- \| --------------------- \| --------------------- \| \| 1.º \| Brayan Sánchez \| Medellín-EPM \| 2 h 33 min 43 s \| \| \| 2.º \| Alex Hoehn \| Wildlife Generation Pro Cycling \| + 0 s \| \| \| 3.º \| Weimar Roldán \| Medellín-EPM \| + 0 s \| \| \| 4.º \| Quentin Pacher \| B&B Hotels p/b KTM \| + 0 s \| \| \| 5.º \| Jhonatan Restrepo \| Androni Giocattoli-Sidermec \| + 0 s \| \| \| 6.º \| Daniel Muñoz \| Androni Giocattoli-Sidermec \| + 0 s \| \| \| 7.º \| Gustav Basson \| ProTouch \| + 0 s \| \| \| 8.º \| Santiago Umba \| Androni Giocattoli-Sidermec \| + 0 s \| \| \| 9.º \| Alfdan De Decker \| Tarteletto-Isorex \| + 0 s \| \| \| 10.º \| Alexis Vuillermoz \| Total Direct Énergie \| + 0 s \| \| |                   |                                 |                 |
| |                   |                                 |                 |
| Fuente: ProCyclingStats |                   |                                 |                 |
| Clasificación general |                   |                                 |                 |
| Ciclista | Ciclista          | Equipo                          | Tiempo          |
| 1.º | Brayan Sánchez    | Medellín-EPM                    | 2 h 33 min 43 s |
| 2.º | Alex Hoehn        | Wildlife Generation Pro Cycling | + 0 s           |
| 3.º | Weimar Roldán     | Medellín-EPM                    | + 0 s           |
| 4.º | Quentin Pacher    | B&B Hotels p/b KTM              | + 0 s           |
| 5.º | Jhonatan Restrepo | Androni Giocattoli-Sidermec     | + 0 s           |
| 6.º | Daniel Muñoz      | Androni Giocattoli-Sidermec     | + 0 s           |
| 7.º | Gustav Basson     | ProTouch                        | + 0 s           |
| 8.º | Santiago Umba     | Androni Giocattoli-Sidermec     | + 0 s           |
| 9.º | Alfdan De Decker  | Tarteletto-Isorex               | + 0 s           |
| 10.º | Alexis Vuillermoz | Total Direct Énergie            | + 0 s           |

### 2.ª etapa
| \| Clasificación de la etapa \| Clasificación de la etapa \| Clasificación de la etapa \| Clasificación de la etapa \| Clasificación de la etapa \| \| Ciclista \| Ciclista \| Equipo \| Tiempo \| \| \| ------------------------- \| ------------------------- \| ------------------------------- \| ------------------------- \| ------------------------- \| \| 1.º \| Alan Boileau \| B&B Hotels p/b KTM \| 3 h 07 min 14 s \| \| \| 2.º \| Santiago Umba \| Androni Giocattoli-Sidermec \| + 6 s \| \| \| 3.º \| Brayan Sánchez \| Medellín-EPM \| + 8 s \| \| \| 4.º \| Norman Vahtra \| Israel Start-Up Nation \| + 8 s \| \| \| 5.º \| Gianni Marchand \| Tarteletto-Isorex \| + 8 s \| \| \| 6.º \| Alex Hoehn \| Wildlife Generation Pro Cycling \| + 8 s \| \| \| 7.º \| Jhonatan Restrepo \| Androni Giocattoli-Sidermec \| + 8 s \| \| \| 8.º \| Salim Kipkemboi \| Bike Aid \| + 8 s \| \| \| 9.º \| Quentin Pacher \| B&B Hotels p/b KTM \| + 8 s \| \| \| 10.º \| Valentin Ferron \| Total Direct Énergie \| + 8 s \| \| |                   |                                 |                 |
| |                   |                                 |                 |
| Fuente: ProCyclingStats |                   |                                 |                 |
| Clasificación de la etapa |                   |                                 |                 |
| Ciclista | Ciclista          | Equipo                          | Tiempo          |
| 1.º | Alan Boileau      | B&B Hotels p/b KTM              | 3 h 07 min 14 s |
| 2.º | Santiago Umba     | Androni Giocattoli-Sidermec     | + 6 s           |
| 3.º | Brayan Sánchez    | Medellín-EPM                    | + 8 s           |
| 4.º | Norman Vahtra     | Israel Start-Up Nation          | + 8 s           |
| 5.º | Gianni Marchand   | Tarteletto-Isorex               | + 8 s           |
| 6.º | Alex Hoehn        | Wildlife Generation Pro Cycling | + 8 s           |
| 7.º | Jhonatan Restrepo | Androni Giocattoli-Sidermec     | + 8 s           |
| 8.º | Salim Kipkemboi   | Bike Aid                        | + 8 s           |
| 9.º | Quentin Pacher    | B&B Hotels p/b KTM              | + 8 s           |
| 10.º | Valentin Ferron   | Total Direct Énergie            | + 8 s           |

| \| Clasificación general \| Clasificación general \| Clasificación general \| Clasificación general \| Clasificación general \| \| Ciclista \| Ciclista \| Equipo \| Tiempo \| \| \| --------------------- \| --------------------- \| ------------------------------- \| --------------------- \| --------------------- \| \| 1.º \| Santiago Umba \| Androni Giocattoli-Sidermec \| 5 h 41 min 03 s \| \| \| 2.º \| Brayan Sánchez \| Medellín-EPM \| + 2 s \| \| \| 3.º \| Alex Hoehn \| Wildlife Generation Pro Cycling \| + 2 s \| \| \| 4.º \| Jhonatan Restrepo \| Androni Giocattoli-Sidermec \| + 2 s \| \| \| 5.º \| Quentin Pacher \| B&B Hotels p/b KTM \| + 2 s \| \| \| 6.º \| Salim Kipkemboi \| Bike Aid \| + 2 s \| \| \| 7.º \| James Piccoli \| Israel Start-Up Nation \| + 2 s \| \| \| 8.º \| Valentin Ferron \| Total Direct Énergie \| + 2 s \| \| \| 9.º \| Norman Vahtra \| Israel Start-Up Nation \| + 2 s \| \| \| 10.º \| Rnus Byiza Uhiriwe \| Ruanda \| + 2 s \| \| |                    |                                 |                 |
| |                    |                                 |                 |
| Fuente: ProCyclingStats |                    |                                 |                 |
| Clasificación general |                    |                                 |                 |
| Ciclista | Ciclista           | Equipo                          | Tiempo          |
| 1.º | Santiago Umba      | Androni Giocattoli-Sidermec     | 5 h 41 min 03 s |
| 2.º | Brayan Sánchez     | Medellín-EPM                    | + 2 s           |
| 3.º | Alex Hoehn         | Wildlife Generation Pro Cycling | + 2 s           |
| 4.º | Jhonatan Restrepo  | Androni Giocattoli-Sidermec     | + 2 s           |
| 5.º | Quentin Pacher     | B&B Hotels p/b KTM              | + 2 s           |
| 6.º | Salim Kipkemboi    | Bike Aid                        | + 2 s           |
| 7.º | James Piccoli      | Israel Start-Up Nation          | + 2 s           |
| 8.º | Valentin Ferron    | Total Direct Énergie            | + 2 s           |
| 9.º | Norman Vahtra      | Israel Start-Up Nation          | + 2 s           |
| 10.º | Rnus Byiza Uhiriwe | Ruanda                          | + 2 s           |

### 3.ª etapa
| \| Clasificación de la etapa \| Clasificación de la etapa \| Clasificación de la etapa \| Clasificación de la etapa \| Clasificación de la etapa \| \| Ciclista \| Ciclista \| Equipo \| Tiempo \| \| \| ------------------------- \| ------------------------- \| ------------------------------- \| ------------------------- \| ------------------------- \| \| 1.º \| Alan Boileau \| B&B Hotels p/b KTM \| 4 h 23 min 57 s \| \| \| 2.º \| Carlos Quintero \| Terengganu Cycling Team \| + 0 s \| \| \| 3.º \| James Piccoli \| Israel Start-Up Nation \| + 0 s \| \| \| 4.º \| Brayan Sánchez \| Medellín-EPM \| + 0 s \| \| \| 5.º \| Metkel Eyob \| Terengganu Cycling Team \| + 0 s \| \| \| 6.º \| Alex Hoehn \| Wildlife Generation Pro Cycling \| + 0 s \| \| \| 7.º \| Alexis Vuillermoz \| Total Direct Énergie \| + 0 s \| \| \| 8.º \| Óscar Sevilla \| Medellín-EPM \| + 0 s \| \| \| 9.º \| Cristián Rodríguez \| Total Direct Énergie \| + 0 s \| \| \| 10.º \| Quentin Pacher \| B&B Hotels p/b KTM \| + 0 s \| \| |                    |                                 |                 |
| |                    |                                 |                 |
| Fuente: ProCyclingStats |                    |                                 |                 |
| Clasificación de la etapa |                    |                                 |                 |
| Ciclista | Ciclista           | Equipo                          | Tiempo          |
| 1.º | Alan Boileau       | B&B Hotels p/b KTM              | 4 h 23 min 57 s |
| 2.º | Carlos Quintero    | Terengganu Cycling Team         | + 0 s           |
| 3.º | James Piccoli      | Israel Start-Up Nation          | + 0 s           |
| 4.º | Brayan Sánchez     | Medellín-EPM                    | + 0 s           |
| 5.º | Metkel Eyob        | Terengganu Cycling Team         | + 0 s           |
| 6.º | Alex Hoehn         | Wildlife Generation Pro Cycling | + 0 s           |
| 7.º | Alexis Vuillermoz  | Total Direct Énergie            | + 0 s           |
| 8.º | Óscar Sevilla      | Medellín-EPM                    | + 0 s           |
| 9.º | Cristián Rodríguez | Total Direct Énergie            | + 0 s           |
| 10.º | Quentin Pacher     | B&B Hotels p/b KTM              | + 0 s           |

| \| Clasificación general \| Clasificación general \| Clasificación general \| Clasificación general \| Clasificación general \| \| Ciclista \| Ciclista \| Equipo \| Tiempo \| \| \| --------------------- \| --------------------- \| ------------------------------- \| --------------------- \| --------------------- \| \| 1.º \| Brayan Sánchez \| Medellín-EPM \| 10 h 05 min 02 s \| \| \| 2.º \| Alex Hoehn \| Wildlife Generation Pro Cycling \| + 0 s \| \| \| 3.º \| Quentin Pacher \| B&B Hotels p/b KTM \| + 0 s \| \| \| 4.º \| Jhonatan Restrepo \| Androni Giocattoli-Sidermec \| + 0 s \| \| \| 5.º \| James Piccoli \| Israel Start-Up Nation \| + 0 s \| \| \| 6.º \| Óscar Sevilla \| Medellín-EPM \| + 0 s \| \| \| 7.º \| Carlos Quintero \| Terengganu Cycling Team \| + 0 s \| \| \| 8.º \| Cristián Rodríguez \| Total Direct Énergie \| + 0 s \| \| \| 9.º \| Metkel Eyob \| Terengganu Cycling Team \| + 0 s \| \| \| 10.º \| Nahom Zerai \| Eritrea \| + 6 s \| \| |                    |                                 |                  |
| |                    |                                 |                  |
| Fuente: ProCyclingStats |                    |                                 |                  |
| Clasificación general |                    |                                 |                  |
| Ciclista | Ciclista           | Equipo                          | Tiempo           |
| 1.º | Brayan Sánchez     | Medellín-EPM                    | 10 h 05 min 02 s |
| 2.º | Alex Hoehn         | Wildlife Generation Pro Cycling | + 0 s            |
| 3.º | Quentin Pacher     | B&B Hotels p/b KTM              | + 0 s            |
| 4.º | Jhonatan Restrepo  | Androni Giocattoli-Sidermec     | + 0 s            |
| 5.º | James Piccoli      | Israel Start-Up Nation          | + 0 s            |
| 6.º | Óscar Sevilla      | Medellín-EPM                    | + 0 s            |
| 7.º | Carlos Quintero    | Terengganu Cycling Team         | + 0 s            |
| 8.º | Cristián Rodríguez | Total Direct Énergie            | + 0 s            |
| 9.º | Metkel Eyob        | Terengganu Cycling Team         | + 0 s            |
| 10.º | Nahom Zerai        | Eritrea                         | + 6 s            |

### 4.ª etapa
| \| Clasificación de la etapa \| Clasificación de la etapa \| Clasificación de la etapa \| Clasificación de la etapa \| Clasificación de la etapa \| \| Ciclista \| Ciclista \| Equipo \| Tiempo \| \| \| ------------------------- \| ------------------------- \| --------------------------- \| ------------------------- \| ------------------------- \| \| 1.º \| Valentin Ferron \| Total Direct Énergie \| 3 h 13 min 47 s \| \| \| 2.º \| Pierre Rolland \| B&B Hotels p/b KTM \| + 0 s \| \| \| 3.º \| Eric Manizabayo \| Benediction Ignite \| + 4 s \| \| \| 4.º \| Tomas Goytom \| Eritrea \| + 18 s \| \| \| 5.º \| Azzedine Lagab \| Argelia \| + 22 s \| \| \| 6.º \| Lennert Teugels \| Tarteletto-Isorex \| + 27 s \| \| \| 7.º \| Jean-Bosco Nsengimana \| Ruanda \| + 46 s \| \| \| 8.º \| Brayan Sánchez \| Medellín-EPM \| + 1 min 29 s \| \| \| 9.º \| Alan Boileau \| B&B Hotels p/b KTM \| + 1 min 29 s \| \| \| 10.º \| Jhonatan Restrepo \| Androni Giocattoli-Sidermec \| + 1 min 29 s \| \| |                       |                             |                 |
| |                       |                             |                 |
| Fuente: ProCyclingStats |                       |                             |                 |
| Clasificación de la etapa |                       |                             |                 |
| Ciclista | Ciclista              | Equipo                      | Tiempo          |
| 1.º | Valentin Ferron       | Total Direct Énergie        | 3 h 13 min 47 s |
| 2.º | Pierre Rolland        | B&B Hotels p/b KTM          | + 0 s           |
| 3.º | Eric Manizabayo       | Benediction Ignite          | + 4 s           |
| 4.º | Tomas Goytom          | Eritrea                     | + 18 s          |
| 5.º | Azzedine Lagab        | Argelia                     | + 22 s          |
| 6.º | Lennert Teugels       | Tarteletto-Isorex           | + 27 s          |
| 7.º | Jean-Bosco Nsengimana | Ruanda                      | + 46 s          |
| 8.º | Brayan Sánchez        | Medellín-EPM                | + 1 min 29 s    |
| 9.º | Alan Boileau          | B&B Hotels p/b KTM          | + 1 min 29 s    |
| 10.º | Jhonatan Restrepo     | Androni Giocattoli-Sidermec | + 1 min 29 s    |

| \| Clasificación general \| Clasificación general \| Clasificación general \| Clasificación general \| Clasificación general \| \| Ciclista \| Ciclista \| Equipo \| Tiempo \| \| \| --------------------- \| --------------------- \| ------------------------------- \| --------------------- \| --------------------- \| \| 1.º \| Brayan Sánchez \| Medellín-EPM \| 13 h 20 min 18 s \| \| \| 2.º \| Alex Hoehn \| Wildlife Generation Pro Cycling \| + 0 s \| \| \| 3.º \| Jhonatan Restrepo \| Androni Giocattoli-Sidermec \| + 0 s \| \| \| 4.º \| Quentin Pacher \| B&B Hotels p/b KTM \| + 0 s \| \| \| 5.º \| James Piccoli \| Israel Start-Up Nation \| + 0 s \| \| \| 6.º \| Óscar Sevilla \| Medellín-EPM \| + 0 s \| \| \| 7.º \| Carlos Quintero \| Terengganu Cycling Team \| + 0 s \| \| \| 8.º \| Cristián Rodríguez \| Total Direct Énergie \| + 0 s \| \| \| 9.º \| Metkel Eyob \| Terengganu Cycling Team \| + 0 s \| \| \| 10.º \| Nahom Zerai \| Eritrea \| + 6 s \| \| |                    |                                 |                  |
| |                    |                                 |                  |
| Fuente: ProCyclingStats |                    |                                 |                  |
| Clasificación general |                    |                                 |                  |
| Ciclista | Ciclista           | Equipo                          | Tiempo           |
| 1.º | Brayan Sánchez     | Medellín-EPM                    | 13 h 20 min 18 s |
| 2.º | Alex Hoehn         | Wildlife Generation Pro Cycling | + 0 s            |
| 3.º | Jhonatan Restrepo  | Androni Giocattoli-Sidermec     | + 0 s            |
| 4.º | Quentin Pacher     | B&B Hotels p/b KTM              | + 0 s            |
| 5.º | James Piccoli      | Israel Start-Up Nation          | + 0 s            |
| 6.º | Óscar Sevilla      | Medellín-EPM                    | + 0 s            |
| 7.º | Carlos Quintero    | Terengganu Cycling Team         | + 0 s            |
| 8.º | Cristián Rodríguez | Total Direct Énergie            | + 0 s            |
| 9.º | Metkel Eyob        | Terengganu Cycling Team         | + 0 s            |
| 10.º | Nahom Zerai        | Eritrea                         | + 6 s            |

### 5.ª etapa
| \| Clasificación de la etapa \| Clasificación de la etapa \| Clasificación de la etapa \| Clasificación de la etapa \| Clasificación de la etapa \| \| Ciclista \| Ciclista \| Equipo \| Tiempo \| \| \| ------------------------- \| ------------------------- \| ------------------------------- \| ------------------------- \| ------------------------- \| \| 1.º \| Alan Boileau \| B&B Hotels p/b KTM \| 3 h 28 min 45 s \| \| \| 2.º \| Alexis Vuillermoz \| Total Direct Énergie \| + 0 s \| \| \| 3.º \| Metkel Eyob \| Terengganu Cycling Team \| + 2 s \| \| \| 4.º \| Cristián Rodríguez \| Total Direct Énergie \| + 4 s \| \| \| 5.º \| Kent Main \| ProTouch \| + 6 s \| \| \| 6.º \| Alex Hoehn \| Wildlife Generation Pro Cycling \| + 6 s \| \| \| 7.º \| James Piccoli \| Israel Start-Up Nation \| + 6 s \| \| \| 8.º \| Jhonatan Restrepo \| Androni Giocattoli-Sidermec \| + 6 s \| \| \| 9.º \| Quentin Pacher \| B&B Hotels p/b KTM \| + 6 s \| \| \| 10.º \| Sela Weldemicael \| Eritrea \| + 11 s \| \| |                    |                                 |                 |
| |                    |                                 |                 |
| Fuente: ProCyclingStats |                    |                                 |                 |
| Clasificación de la etapa |                    |                                 |                 |
| Ciclista | Ciclista           | Equipo                          | Tiempo          |
| 1.º | Alan Boileau       | B&B Hotels p/b KTM              | 3 h 28 min 45 s |
| 2.º | Alexis Vuillermoz  | Total Direct Énergie            | + 0 s           |
| 3.º | Metkel Eyob        | Terengganu Cycling Team         | + 2 s           |
| 4.º | Cristián Rodríguez | Total Direct Énergie            | + 4 s           |
| 5.º | Kent Main          | ProTouch                        | + 6 s           |
| 6.º | Alex Hoehn         | Wildlife Generation Pro Cycling | + 6 s           |
| 7.º | James Piccoli      | Israel Start-Up Nation          | + 6 s           |
| 8.º | Jhonatan Restrepo  | Androni Giocattoli-Sidermec     | + 6 s           |
| 9.º | Quentin Pacher     | B&B Hotels p/b KTM              | + 6 s           |
| 10.º | Sela Weldemicael   | Eritrea                         | + 11 s          |

| \| Clasificación general \| Clasificación general \| Clasificación general \| Clasificación general \| Clasificación general \| \| Ciclista \| Ciclista \| Equipo \| Tiempo \| \| \| --------------------- \| --------------------- \| ------------------------------- \| --------------------- \| --------------------- \| \| 1.º \| Metkel Eyob \| Terengganu Cycling Team \| 16 h 49 min 05 s \| \| \| 2.º \| Cristián Rodríguez \| Total Direct Énergie \| + 2 s \| \| \| 3.º \| Alex Hoehn \| Wildlife Generation Pro Cycling \| + 4 s \| \| \| 4.º \| Jhonatan Restrepo \| Androni Giocattoli-Sidermec \| + 4 s \| \| \| 5.º \| Quentin Pacher \| B&B Hotels p/b KTM \| + 4 s \| \| \| 6.º \| James Piccoli \| Israel Start-Up Nation \| + 4 s \| \| \| 7.º \| Óscar Sevilla \| Medellín-EPM \| + 9 s \| \| \| 8.º \| Nahom Zerai \| Eritrea \| + 18 s \| \| \| 9.º \| Brayan Sánchez \| Medellín-EPM \| + 20 s \| \| \| 10.º \| Carlos Quintero \| Terengganu Cycling Team \| + 20 s \| \| |                    |                                 |                  |
| |                    |                                 |                  |
| Fuente: ProCyclingStats |                    |                                 |                  |
| Clasificación general |                    |                                 |                  |
| Ciclista | Ciclista           | Equipo                          | Tiempo           |
| 1.º | Metkel Eyob        | Terengganu Cycling Team         | 16 h 49 min 05 s |
| 2.º | Cristián Rodríguez | Total Direct Énergie            | + 2 s            |
| 3.º | Alex Hoehn         | Wildlife Generation Pro Cycling | + 4 s            |
| 4.º | Jhonatan Restrepo  | Androni Giocattoli-Sidermec     | + 4 s            |
| 5.º | Quentin Pacher     | B&B Hotels p/b KTM              | + 4 s            |
| 6.º | James Piccoli      | Israel Start-Up Nation          | + 4 s            |
| 7.º | Óscar Sevilla      | Medellín-EPM                    | + 9 s            |
| 8.º | Nahom Zerai        | Eritrea                         | + 18 s           |
| 9.º | Brayan Sánchez     | Medellín-EPM                    | + 20 s           |
| 10.º | Carlos Quintero    | Terengganu Cycling Team         | + 20 s           |

### 6.ª etapa
| \| Clasificación de la etapa \| Clasificación de la etapa \| Clasificación de la etapa \| Clasificación de la etapa \| Clasificación de la etapa \| \| Ciclista \| Ciclista \| Equipo \| Tiempo \| \| \| ------------------------- \| ------------------------- \| --------------------------- \| ------------------------- \| ------------------------- \| \| 1.º \| Pierre Rolland \| B&B Hotels p/b KTM \| 3 h 46 min 03 s \| \| \| 2.º \| Alexis Vuillermoz \| Total Direct Énergie \| + 50 s \| \| \| 3.º \| Adne van Engelen \| Bike Aid \| + 2 min 36 s \| \| \| 4.º \| Lennert Teugels \| Tarteletto-Isorex \| + 2 min 45 s \| \| \| 5.º \| Cristián Rodríguez \| Total Direct Énergie \| + 3 min 00 s \| \| \| 6.º \| James Piccoli \| Israel Start-Up Nation \| + 3 min 03 s \| \| \| 7.º \| Alan Boileau \| B&B Hotels p/b KTM \| + 3 min 07 s \| \| \| 8.º \| Jhonatan Restrepo \| Androni Giocattoli-Sidermec \| + 3 min 11 s \| \| \| 9.º \| Quentin Pacher \| B&B Hotels p/b KTM \| + 3 min 31 s \| \| \| 10.º \| Nahom Zerai \| Eritrea \| + 3 min 31 s \| \| |                    |                             |                 |
| |                    |                             |                 |
| Fuente: ProCyclingStats |                    |                             |                 |
| Clasificación de la etapa |                    |                             |                 |
| Ciclista | Ciclista           | Equipo                      | Tiempo          |
| 1.º | Pierre Rolland     | B&B Hotels p/b KTM          | 3 h 46 min 03 s |
| 2.º | Alexis Vuillermoz  | Total Direct Énergie        | + 50 s          |
| 3.º | Adne van Engelen   | Bike Aid                    | + 2 min 36 s    |
| 4.º | Lennert Teugels    | Tarteletto-Isorex           | + 2 min 45 s    |
| 5.º | Cristián Rodríguez | Total Direct Énergie        | + 3 min 00 s    |
| 6.º | James Piccoli      | Israel Start-Up Nation      | + 3 min 03 s    |
| 7.º | Alan Boileau       | B&B Hotels p/b KTM          | + 3 min 07 s    |
| 8.º | Jhonatan Restrepo  | Androni Giocattoli-Sidermec | + 3 min 11 s    |
| 9.º | Quentin Pacher     | B&B Hotels p/b KTM          | + 3 min 31 s    |
| 10.º | Nahom Zerai        | Eritrea                     | + 3 min 31 s    |

| \| Clasificación general \| Clasificación general \| Clasificación general \| Clasificación general \| Clasificación general \| \| Ciclista \| Ciclista \| Equipo \| Tiempo \| \| \| --------------------- \| --------------------- \| ------------------------------- \| --------------------- \| --------------------- \| \| 1.º \| Cristián Rodríguez \| Total Direct Énergie \| 20 h 38 min 10 s \| \| \| 2.º \| James Piccoli \| Israel Start-Up Nation \| + 7 s \| \| \| 3.º \| Jhonatan Restrepo \| Androni Giocattoli-Sidermec \| + 13 s \| \| \| 4.º \| Quentin Pacher \| B&B Hotels p/b KTM \| + 33 s \| \| \| 5.º \| Alan Boileau \| B&B Hotels p/b KTM \| + 36 s \| \| \| 6.º \| Alex Hoehn \| Wildlife Generation Pro Cycling \| + 43 s \| \| \| 7.º \| Nahom Zerai \| Eritrea \| + 47 s \| \| \| 8.º \| Óscar Sevilla \| Medellín-EPM \| + 51 s \| \| \| 9.º \| Carlos Quintero \| Terengganu Cycling Team \| + 56 s \| \| \| 10.º \| Alexis Vuillermoz \| Total Direct Énergie \| + 1 min 00 s \| \| |                    |                                 |                  |
| |                    |                                 |                  |
| Fuente: ProCyclingStats |                    |                                 |                  |
| Clasificación general |                    |                                 |                  |
| Ciclista | Ciclista           | Equipo                          | Tiempo           |
| 1.º | Cristián Rodríguez | Total Direct Énergie            | 20 h 38 min 10 s |
| 2.º | James Piccoli      | Israel Start-Up Nation          | + 7 s            |
| 3.º | Jhonatan Restrepo  | Androni Giocattoli-Sidermec     | + 13 s           |
| 4.º | Quentin Pacher     | B&B Hotels p/b KTM              | + 33 s           |
| 5.º | Alan Boileau       | B&B Hotels p/b KTM              | + 36 s           |
| 6.º | Alex Hoehn         | Wildlife Generation Pro Cycling | + 43 s           |
| 7.º | Nahom Zerai        | Eritrea                         | + 47 s           |
| 8.º | Óscar Sevilla      | Medellín-EPM                    | + 51 s           |
| 9.º | Carlos Quintero    | Terengganu Cycling Team         | + 56 s           |
| 10.º | Alexis Vuillermoz  | Total Direct Énergie            | + 1 min 00 s     |

### 7.ª etapa
| \| Clasificación de la etapa \| Clasificación de la etapa \| Clasificación de la etapa \| Clasificación de la etapa \| Clasificación de la etapa \| \| Ciclista \| Ciclista \| Equipo \| Tiempo \| \| \| ------------------------- \| ------------------------- \| ------------------------------- \| ------------------------- \| ------------------------- \| \| 1.º \| Jhonatan Restrepo \| Androni Giocattoli-Sidermec \| 6 min 27 s \| \| \| 2.º \| Alex Hoehn \| Wildlife Generation Pro Cycling \| + 1 s \| \| \| 3.º \| Alan Boileau \| B&B Hotels p/b KTM \| + 2 s \| \| \| 4.º \| Alexandre Geniez \| Total Direct Énergie \| + 5 s \| \| \| 5.º \| James Piccoli \| Israel Start-Up Nation \| + 6 s \| \| \| 6.º \| Cristián Rodríguez \| Total Direct Énergie \| + 8 s \| \| \| 7.º \| Alexis Vuillermoz \| Total Direct Énergie \| + 10 s \| \| \| 8.º \| Quentin Pacher \| B&B Hotels p/b KTM \| + 11 s \| \| \| 9.º \| Carlos Quintero \| Terengganu Cycling Team \| + 12 s \| \| \| 10.º \| Jonathan Hivert \| B&B Hotels p/b KTM \| + 12 s \| \| |                    |                                 |            |
| |                    |                                 |            |
| Fuente: ProCyclingStats |                    |                                 |            |
| Clasificación de la etapa |                    |                                 |            |
| Ciclista | Ciclista           | Equipo                          | Tiempo     |
| 1.º | Jhonatan Restrepo  | Androni Giocattoli-Sidermec     | 6 min 27 s |
| 2.º | Alex Hoehn         | Wildlife Generation Pro Cycling | + 1 s      |
| 3.º | Alan Boileau       | B&B Hotels p/b KTM              | + 2 s      |
| 4.º | Alexandre Geniez   | Total Direct Énergie            | + 5 s      |
| 5.º | James Piccoli      | Israel Start-Up Nation          | + 6 s      |
| 6.º | Cristián Rodríguez | Total Direct Énergie            | + 8 s      |
| 7.º | Alexis Vuillermoz  | Total Direct Énergie            | + 10 s     |
| 8.º | Quentin Pacher     | B&B Hotels p/b KTM              | + 11 s     |
| 9.º | Carlos Quintero    | Terengganu Cycling Team         | + 12 s     |
| 10.º | Jonathan Hivert    | B&B Hotels p/b KTM              | + 12 s     |

| \| Clasificación general \| Clasificación general \| Clasificación general \| Clasificación general \| Clasificación general \| \| Ciclista \| Ciclista \| Equipo \| Tiempo \| \| \| --------------------- \| --------------------- \| ------------------------------- \| --------------------- \| --------------------- \| \| 1.º \| Cristián Rodríguez \| Total Direct Énergie \| 20 h 44 min 45 s \| \| \| 2.º \| Jhonatan Restrepo \| Androni Giocattoli-Sidermec \| + 5 s \| \| \| 3.º \| James Piccoli \| Israel Start-Up Nation \| + 5 s \| \| \| 4.º \| Alan Boileau \| B&B Hotels p/b KTM \| + 30 s \| \| \| 5.º \| Alex Hoehn \| Wildlife Generation Pro Cycling \| + 36 s \| \| \| 6.º \| Quentin Pacher \| B&B Hotels p/b KTM \| + 36 s \| \| \| 7.º \| Óscar Sevilla \| Medellín-EPM \| + 56 s \| \| \| 8.º \| Carlos Quintero \| Terengganu Cycling Team \| + 1 min 00 s \| \| \| 9.º \| Alexis Vuillermoz \| Total Direct Énergie \| + 1 min 02 s \| \| \| 10.º \| Nahom Zerai \| Eritrea \| + 1 min 23 s \| \| |                    |                                 |                  |
| |                    |                                 |                  |
| Fuente: ProCyclingStats |                    |                                 |                  |
| Clasificación general |                    |                                 |                  |
| Ciclista | Ciclista           | Equipo                          | Tiempo           |
| 1.º | Cristián Rodríguez | Total Direct Énergie            | 20 h 44 min 45 s |
| 2.º | Jhonatan Restrepo  | Androni Giocattoli-Sidermec     | + 5 s            |
| 3.º | James Piccoli      | Israel Start-Up Nation          | + 5 s            |
| 4.º | Alan Boileau       | B&B Hotels p/b KTM              | + 30 s           |
| 5.º | Alex Hoehn         | Wildlife Generation Pro Cycling | + 36 s           |
| 6.º | Quentin Pacher     | B&B Hotels p/b KTM              | + 36 s           |
| 7.º | Óscar Sevilla      | Medellín-EPM                    | + 56 s           |
| 8.º | Carlos Quintero    | Terengganu Cycling Team         | + 1 min 00 s     |
| 9.º | Alexis Vuillermoz  | Total Direct Énergie            | + 1 min 02 s     |
| 10.º | Nahom Zerai        | Eritrea                         | + 1 min 23 s     |

### 8.ª etapa
| \| Clasificación de la etapa \| Clasificación de la etapa \| Clasificación de la etapa \| Clasificación de la etapa \| Clasificación de la etapa \| \| Ciclista \| Ciclista \| Equipo \| Tiempo \| \| \| ------------------------- \| ------------------------- \| ------------------------------- \| ------------------------- \| ------------------------- \| \| 1.º \| Cristián Rodríguez \| Total Direct Énergie \| 2 h 05 min 06 s \| \| \| 2.º \| James Piccoli \| Israel Start-Up Nation \| + 12 s \| \| \| 3.º \| Nahom Zerai \| Eritrea \| + 14 s \| \| \| 4.º \| Alex Hoehn \| Wildlife Generation Pro Cycling \| + 14 s \| \| \| 5.º \| Alexis Vuillermoz \| Total Direct Énergie \| + 21 s \| \| \| 6.º \| Alan Boileau \| B&B Hotels p/b KTM \| + 21 s \| \| \| 7.º \| Óscar Sevilla \| Medellín-EPM \| + 29 s \| \| \| 8.º \| Quentin Pacher \| B&B Hotels p/b KTM \| + 29 s \| \| \| 9.º \| Charles Kagimu \| Bike Aid \| + 44 s \| \| \| 10.º \| Jhonatan Restrepo \| Androni Giocattoli-Sidermec \| + 46 s \| \| |                    |                                 |                 |
| |                    |                                 |                 |
| Fuente: ProCyclingStats |                    |                                 |                 |
| Clasificación de la etapa |                    |                                 |                 |
| Ciclista | Ciclista           | Equipo                          | Tiempo          |
| 1.º | Cristián Rodríguez | Total Direct Énergie            | 2 h 05 min 06 s |
| 2.º | James Piccoli      | Israel Start-Up Nation          | + 12 s          |
| 3.º | Nahom Zerai        | Eritrea                         | + 14 s          |
| 4.º | Alex Hoehn         | Wildlife Generation Pro Cycling | + 14 s          |
| 5.º | Alexis Vuillermoz  | Total Direct Énergie            | + 21 s          |
| 6.º | Alan Boileau       | B&B Hotels p/b KTM              | + 21 s          |
| 7.º | Óscar Sevilla      | Medellín-EPM                    | + 29 s          |
| 8.º | Quentin Pacher     | B&B Hotels p/b KTM              | + 29 s          |
| 9.º | Charles Kagimu     | Bike Aid                        | + 44 s          |
| 10.º | Jhonatan Restrepo  | Androni Giocattoli-Sidermec     | + 46 s          |

## Clasificaciones finales
- Las clasificaciones finalizaron de la siguiente forma:[4]

### Clasificación general
| \| Clasificación general \| Clasificación general \| Clasificación general \| Clasificación general \| Clasificación general \| \| Ciclista \| Ciclista \| Equipo \| Tiempo \| \| \| --------------------- \| --------------------- \| ------------------------------- \| --------------------- \| --------------------- \| \| 1.º \| Cristián Rodríguez \| Total Direct Énergie \| 22 h 49 min 51 s \| \| \| 2.º \| James Piccoli \| Israel Start-Up Nation \| + 17 s \| \| \| 3.º \| Alex Hoehn \| Wildlife Generation Pro Cycling \| + 50 s \| \| \| 4.º \| Alan Boileau \| B&B Hotels p/b KTM \| + 51 s \| \| \| 5.º \| Jhonatan Restrepo \| Androni Giocattoli-Sidermec \| + 51 s \| \| \| 6.º \| Quentin Pacher \| B&B Hotels p/b KTM \| + 1 min 05 s \| \| \| 7.º \| Alexis Vuillermoz \| Total Direct Énergie \| + 1 min 23 s \| \| \| 8.º \| Óscar Sevilla \| Medellín-EPM \| + 1 min 25 s \| \| \| 9.º \| Nahom Zerai \| Eritrea \| + 1 min 37 s \| \| \| 10.º \| Kent Main \| ProTouch \| + 2 min 44 s \| \| |                    |                                 |                  |
| |                    |                                 |                  |
| Fuente: ProCyclingStats |                    |                                 |                  |
| Clasificación general |                    |                                 |                  |
| Ciclista | Ciclista           | Equipo                          | Tiempo           |
| 1.º | Cristián Rodríguez | Total Direct Énergie            | 22 h 49 min 51 s |
| 2.º | James Piccoli      | Israel Start-Up Nation          | + 17 s           |
| 3.º | Alex Hoehn         | Wildlife Generation Pro Cycling | + 50 s           |
| 4.º | Alan Boileau       | B&B Hotels p/b KTM              | + 51 s           |
| 5.º | Jhonatan Restrepo  | Androni Giocattoli-Sidermec     | + 51 s           |
| 6.º | Quentin Pacher     | B&B Hotels p/b KTM              | + 1 min 05 s     |
| 7.º | Alexis Vuillermoz  | Total Direct Énergie            | + 1 min 23 s     |
| 8.º | Óscar Sevilla      | Medellín-EPM                    | + 1 min 25 s     |
| 9.º | Nahom Zerai        | Eritrea                         | + 1 min 37 s     |
| 10.º | Kent Main          | ProTouch                        | + 2 min 44 s     |

### Clasificación de la montaña
| Clasificación de la montaña | Clasificación de la montaña | Clasificación de la montaña | Clasificación de la montaña | Clasificación de la montaña |
| Ciclista                    | Ciclista                    | Equipo                      | Puntos                      |                             |
| --------------------------- | --------------------------- | --------------------------- | --------------------------- | --------------------------- |
| 1.º                         | Lennert Teugels             | Tarteletto-Isorex           | 68 pts                      |                             |
| 2.º                         | Eric Manizabayo             | Benediction Ignite          | 36 pts                      |                             |
| 3.º                         | Pierre Rolland              | B&B Hotels p/b KTM          | 35 pts                      |                             |

### Clasificación de las metas volantes
| Clasificación de las metas volantes | Clasificación de las metas volantes | Clasificación de las metas volantes | Clasificación de las metas volantes | Clasificación de las metas volantes |
| Ciclista                            | Ciclista                            | Equipo                              | Puntos                              |                                     |
| ----------------------------------- | ----------------------------------- | ----------------------------------- | ----------------------------------- | ----------------------------------- |
| 1.º                                 | Lennert Teugels                     | Tarteletto-Isorex                   | 27 pts                              |                                     |
| 2.º                                 | Tomas Goytom                        | Eritrea                             | 12 pts                              |                                     |
| 3.º                                 | Bernardo Suaza                      | Medellín-EPM                        | 10 pts                              |                                     |

### Clasificación de los jóvenes
| Clasificación del mejor joven | Clasificación del mejor joven | Clasificación del mejor joven | Clasificación del mejor joven | Clasificación del mejor joven |
| Ciclista                      | Ciclista                      | Equipo                        | Tiempo                        |                               |
| ----------------------------- | ----------------------------- | ----------------------------- | ----------------------------- | ----------------------------- |
| 1.º                           | Alan Boileau                  | B&B Hotels p/b KTM            |                               |                               |
| 2.º                           | Nahom Zerai                   | Eritrea                       | + 46 s                        |                               |
| 3.º                           | Erik Bergstrom Frisk          | Bike Aid                      | +                             |                               |

### Clasificación por equipos
| Clasificación por equipos | Clasificación por equipos | Clasificación por equipos | Clasificación por equipos |
| Equipo                    | Equipo                    | Tiempo                    |                           |
| ------------------------- | ------------------------- | ------------------------- | ------------------------- |
| 1.º                       | B&B Hotels p/b KTM        |                           |                           |
| 2.º                       | Total Direct Énergie      |                           |                           |
| 3.º                       | Medellín-EPM              |                           |                           |

## Evolución de las clasificaciones
| Etapa                   | Vencedor                | Clasificación general | Clasificación de la montaña    | Clasificación de las metas volantes | Clasificación de los jóvenes | Clasificación por equipos   |
| ----------------------- | ----------------------- | --------------------- | ------------------------------ | ----------------------------------- | ---------------------------- | --------------------------- |
| 1.ª                     | Brayan Sánchez          | Brayan Sánchez        | Muhammad Nur Aiman Mohd Zariff | Bernardo Suaza                      | Santiago Umba                | Androni Giocattoli-Sidermec |
| 2.ª                     | Alan Boileau            | Santiago Umba         | Eric Manizabayo                | Lennert Teugels                     | Santiago Umba                | Androni Giocattoli-Sidermec |
| 3.ª                     | Alan Boileau            | Brayan Sánchez        | Lennert Teugels                | Lennert Teugels                     | Nahom Zerai                  | B&B Hotels p/b KTM          |
| 4.ª                     | Valentin Ferron         | Brayan Sánchez        | Lennert Teugels                | Lennert Teugels                     | Nahom Zerai                  | B&B Hotels p/b KTM          |
| 5.ª                     | Alan Boileau            | Metkel Eyob           | Lennert Teugels                | Lennert Teugels                     | Nahom Zerai                  | B&B Hotels p/b KTM          |
| 6.ª                     | Pierre Rolland          | Cristián Rodríguez    | Lennert Teugels                | Lennert Teugels                     | Alan Boileau                 | B&B Hotels p/b KTM          |
| 7.ª                     | Jhonatan Restrepo       | Cristián Rodríguez    | Lennert Teugels                | Lennert Teugels                     | Alan Boileau                 | B&B Hotels p/b KTM          |
| 8.ª                     | Cristián Rodríguez      | Cristián Rodríguez    | Lennert Teugels                | Lennert Teugels                     | Alan Boileau                 | B&B Hotels p/b KTM          |
| Clasificaciones finales | Clasificaciones finales | Cristián Rodríguez    | Lennert Teugels                | Lennert Teugels                     | Alan Boileau                 | B&B Hotels p/b KTM          |

## UCI World Ranking
El Tour de Ruanda otorgó puntos para el UCI World Ranking para corredores de los equipos en las categorías UCI WorldTeam, UCI ProTeam y Continental. Las siguientes tablas son el baremo de puntuación y los 10 corredores que obtuvieron más puntos:
| Posición              | 1.º | 2.º | 3.º | 4.º | 5.º | 6.º | 7.º | 8.º | 9.º | 10.º | 11.º | 12.º | 13.º-15.º | 16.º-25.º |
| Clasificación general | 125 | 85  | 70  | 60  | 50  | 40  | 35  | 30  | 25  | 20   | 15   | 10   | 5         | 3         |
| Por etapa             | 20  | 10  | 5   |     |     |     |     |     |     |      |      |      |           |           |
| Líder                 | 5   |     |     |     |     |     |     |     |     |      |      |      |           |           |

| Clasificación |                    |                             |         |       |       |       |
| Posición      | Ciclista           | Equipo                      | General | Etapa | Líder | Total |
| ------------- | ------------------ | --------------------------- | ------- | ----- | ----- | ----- |
| 1.º           | Cristián Rodríguez | Total Direct Énergie        | 125     | 14    | 6     | 145   |
| 2.º           | Alan Boileau       | B&B Hotels p/b KTM          | 60      | 45    | -     | 105   |
| 3.º           | James Piccoli      | Israel Start-Up Nation      | 85      | 8     | -     | 93    |
| 4.º           | Alex Hoehn         | Wildlife Generation         | 70      | 10    | -     | 80    |
| 5.º           | Jhonatan Restrepo  | Androni Giocattoli-Sidermec | 50      | 14    | -     | 64    |
| 6.º           | Alexis Vuillermoz  | Total Direct Énergie        | 35      | 10    | -     | 45    |
| 7.º           | Quentin Pacher     | B&B Hotels p/b KTM          | 40      | -     | -     | 40    |
| 8.º           | Brayan Sánchez     | Medellín                    | 5       | 17    | 9     | 31    |
| 9.º           | Óscar Sevilla      | Medellín                    | 30      | -     | -     | 30    |
| 10.º          | Nahom Zerai        | Selección de Eritrea        | 25      | 3     | -     | 28    |